# Filmfare Award за лучший диалог в фильме
Filmfare Award за лучший диалог в фильме (англ. Filmfare Award for Best Dialogue) — ежегодная награда Filmfare Award с 1959 года.

## Самые награждаемые

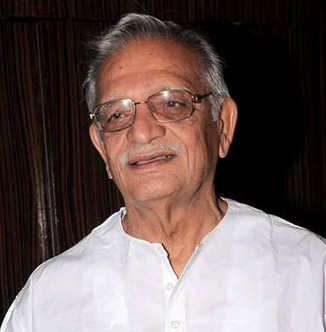
Кинорежиссёр Гулзар, рекордсмен в данном разделе

Most Awards
- Гулзар – 4
- Рахи Масум Реза – 3
- Адитья Чопра – 3
- Раджкумар Хирани & Абхиджит Джоши - 3
- Кадер Кхан – 2
- Раджиндер Сингх Беди - 2
- Ваджахат Мирза - 2
- Ахтар уль-Иман - 2
- Джавед Ахтар - 2

## Список победителей
1959
Раджиндер Сингх Беди — Мадхумати
1960
Рамананд Сагар — Призыв
1961 
Аман, Камал Амрохи, Ваджахат Мирза, Эхсан Ризви — «Великий Могол»
1962
Ваджахат Мирза — «Ганга и Джамна»
1963
Ахтар уль-Иман — «Сын судьбы»
1964
Арджун Дев Рашк — «Dil Ek Mandir»
1965
Говинд Мунис — «Дружба»
1966
Ахтар уль-Иман — «Испытание временем»
1967
Виджай Ананд — «Святой»
1968
 Долг — Манодж Кумар 
1969
 Сарасвати и Чандра — С. Али Раза 
1970
 Странная ночь — Ананд Кумар 
1971
 Жизненный путь — Раджиндер Сингх Беди 
1972
 Ананд — Гулзар 
1973
 Преданность – Рамеш Пант 
1974
 Неблагодарный – Гулзар 
1975
 Горячие ветра – Ishraq-Suja 
1976
 Стена – Салим-Джавед 
1977
 Иногда – Сагар Сархади 
1978
 Невеста та, которую любят – Враджендра Гаур 
1979
 Внебрачный сын – Рахи Масум Реза 
1980
 Безумие – Сатьядев Дубей 
1981
 Весы правосудия – Shabd Kumar
1982
 Услышьте мой голос – Кадер Кхан 
1983
 Замужество – Dr. Achla Nagar 
1984
 Осознание – Махеш Бхатт 
1985
 Прикосновение – Sai Paranjpye 
1986
 Куртизанка – Рахи Масум Реза 
1987
Не вручалась 
1988
Не вручалась 
1989
 Жгучая страсть – Камлеш Пандей 
1990
 Я свободен – Джавед Ахтар 
1991
 Папочка – Suraj Sanim 
1992
 Мгновения любви – Рахи Масум Реза 
1993
 Angaar – Кадер Кхан 
1994
 Между двух огней – Джей Диксит 
1995
 Krantiveer – К.К. Сингх 
1996
 Непохищенная невеста – Адитья Чопра и Джавед Сиддики 
1997
 Поджигатели – Гулзар 
1998
 Сумасшедшее сердце – Адитья Чопра 
1999
 Месть и закон 2 – Раджкумар Сантоши и К.К. Рэйна
2000
 Злой умысел – Хридай Лани 
2001
 Отвергнутые – Дж.П. Дутта 
2002
 И в печали, и в радости... – Каран Джохар 
2003
 Расплата за всё — Джайдип Сахни и Анатомия любви — Гулзар
2004
 Братан Мунна: Продавец счастья — Аббас Тиревала 
2005
 Вир и Зара — Адитья Чопра 
2006
 Похищенные души — Пракаш Джха 
2007
- Видху Винод Чопра & Раджкумар Хирани — Братан Мунна 2
  - Гириш Дхамиджа — Гангстер
  - Нирадж Вора — Весёлые мошенники
  - Прасун Джоши — Цвет шафрана
  - Vishal Bhardwaj — Омкара

2008
- Имтиаз Али – Когда мы встретились
  - Амол Гуптэ – Звёздочки на земле
  - Джайдип Сахни – Индия, вперёд!
  - Майур Пури – Ом Шанти Ом
  - Санджив Дутта – Жизнь в большом городе

2009
- Маню Риши – Везунчик Лаки
  - Аббас Тиревала – Знаешь ли ты...
  - К.П. Сахена – Джодха и Акбар
  - Нирадж Пандеу – Среда
  - Йогеш Джоши – Мой дорогой Мумбай

2010
- Абхиджит Джоши, Раджкумар Хирани - Три идиота
  - Анураг Кашьяп - Под маской друга
  - Имтиаз Али - Любовь вчера и сегодня
  - Джайдип Сахни - Рокет Сингх: Продавец года
  - Нандита Дас, Shuchi Kothari — Разлука

2011
Хабиб Файсал – Do Dooni Chaar
2012
Фархан Ахтар – Жизнь не может быть скучной!
2013
Анураг Кашьяп, Zeishan Quadri, Akhilesh & Sachin Ladia – Банды Вассейпура
2014
Субхаш Капур – Джолли – бакалавр юридических наук
2015
- Абхиджит Джоши и Раджкумар Хирани – ПиКей
  - Анураг Кашьяп, Purva Naresh, Harshvardhan Kulkarni и Vinil Mathew - Она улыбается, она в западне!
  - Anvita Dutt и Кангана Ранаут - Королева
  - Нитеш Тивари, Пиюш Гупта, Никхил Мехротра и Шрейаз Джайн - Призрак виллы Натхов 2
  - Vishal Bhardwaj - Семь этапов любви

2016
Himanshu Sharma – Свадьба Тану и Ману. Возвращение
2017
Ritesh Shah — Розовый
2018
- Hitesh Kewaliya – Вдохновляющая любовь
  - Маянк Тевари и Amit V Masurkar – Ньютон
  - Нитеш Тивари и Шрейаз Джайн – Конфетка из Барели
  - Субхаш Капур – Джолли – бакалавр юридических наук 2
  - Суреш Тривени и Виджай Маурья – Ваша Сулу